# Pycnonotus snouckaerti
El bulbul de Snouckaert (Pycnonotus snouckaerti) es una especie de ave paseriforme de la familia Pycnonotidae endémica de las montañas del noroeste de Sumatra. Hasta 2016 se consideraba una subespecie del bulbul bimaculado.